# Bolschoje Nagatkino
Bolschoje Nagatkino (russisch Большо́е Нага́ткино) ist ein Dorf (selo) in der Oblast Uljanowsk in Russland mit 5462 Einwohnern (Stand 14. Oktober 2010).

## Geographie
Der Ort liegt etwa 35 km Luftlinie nordwestlich des Oblastverwaltungszentrums Uljanowsk überwiegend am linken Ufer des kleinen Flusses Birjutsch, der gut 15 Kilometer östlich von links in die Swijaga mündet.
Bolschoje Nagatkino ist Verwaltungssitz des Rajons Zilninski sowie Sitz der Landgemeinde Bolschenagatkinskoje selskoje posselenije, zu der außerdem die sechs Dörfer Krestnikowo (6 km östlich), Maloje Nagatkino (13 km nordnordwestlich), Nowyje Timersjany (8 km westnordwestlich), Sadki (3 km nördlich), Norowka und Stepnaja Repjowka (beide 3 km westlich, links und rechts des Birjutsch) sowie die fünf Siedlungen Klin und Orlowka (beide 14 km nordwestlich), Nowaja Wolja (9 km nordnordwestlich), Sachalin (9 km südöstlich) und Solnze (8 km südlich) gehören.

## Geschichte
Das Dorf wurde 1675 von dem aus Kurmysch an der Sura (damals Stadt, heute Dorf) stammenden Grundbesitzer Stepan Nagatkin gegründet und nach diesem benannt. Nach Gründung des Dorfes Nowoje Nagatkino („Neu-Nagatkino“) im frühen 18. Jahrhundert und seiner Umbenennung in Maloje Nagatkino („Klein-Nagatkino“) bürgerte sich für den ursprünglichen Ort die heutige Bezeichnung („Groß-Nagatkino“) ein. Das Dorf gehörte als Sitz einer Wolost zum Ujesd Simbirsk (heute Uljanowsk), ab 1780 Teil der Statthalterschaft und ab 1796 des Gouvernements Simbirsk.
Mit Auflösung des Gouvernements (ab 1924 Gouvernement Uljanowsk) und Einführung der Rajoneinteilung 1928 kam Bolschoje Nagatkino zunächst zum Teleschowski rajon mit Sitz im gut 15 km nordöstlich gelegenen Dorf Teleschowka, der aber bereits am 21. Januar 1929 im Bogdaschkinski rajon mit Sitz im 20 km nordwestlich gelegenen Bogdaschkino aufging, und dieser Schließlich im Februar 1931 im Uljanowski rajon mit damaligem Sitz in Uljanowsk. 1932 (nach anderen Angaben erst 1935) wurde der Rajon wiederhergestellt, und 1935 sein Verwaltungssitz in das zentraler gelegene Bolschoje Nagatkino verlegt, der Rajonname jedoch beibehalten.
Am 1. Februar 1963 wurde der Bogdaschkinski rajon erneut aufgelöst, aber schon am 3. November 1965 neu ausgewiesen, weiterhin mit Sitz in Bolschoje Nagatkino, jedoch unter seiner heutigen Bezeichnung nach der durch seinen Nordteil fließenden Zilna.

### Bevölkerungsentwicklung
| Jahr | Einwohner |
| ---- | --------- |
| 1939 | 2067      |
| 1959 | 1685      |
| 1970 | 1921      |
| 1979 | 3520      |
| 1989 | 5101      |
| 2002 | 5235      |
| 2010 | 5642      |

Anmerkung: Volkszählungsdaten

## Verkehr
Am Ostrand von Bolschoje Nagatkino führt die föderale Fernstraße A151 von Ziwilsk nach Uljanowsk vorbei. Diese wird dort von der Regionalstraße 73K-1429 gekreuzt, die gut 15 km nordöstlich bei der Siedlung Zilna von der  föderalen Fernstraße R241 Kasan – Uljanowsk abzweigt und im weiten Bogen westlich um Uljanowsk über Tagai (an der R178 Saransk – Uljanowsk) und das Rajonzentrum Maina zur 73K-1427 nördlich von Kusowatowo führt.
Die nächstgelegene Bahnstation befindet sich in Zilna an der 1942 eröffneten Strecke von Nischnije Wjasowyje (Station Swijaschsk) bei Kasan über Uljanowsk nach Sysran.